# Джубейль
Джубейль (Джебейль, Джубайль, Джбайль, араб. جُبَيْل‎) — город в Ливане, порт на берегу Средиземного моря, в 37 километрах к северу от Бейрута. Административный центр одноимённого района в мухафазе Кесруан-Джубейль (ранее Горный Ливан). Население около 40 тыс. жителей. 
В древности известен под греческим названием Библ (др.-греч. Βύβλος) и под древнееврейским и финикийским названием Гевал (Гебал, Гебад, др.-евр. גְּבַל‬, финик. 𐤂𐤁𐤋).

## Этимология
Современный арабский топоним Джубейль (جُبَيْل‎) восходит к ханаанскому названию древнего города Г-Б-Л (финик. 𐤂𐤁𐤋, аккад. Губл 𒁺𒆷).

## История

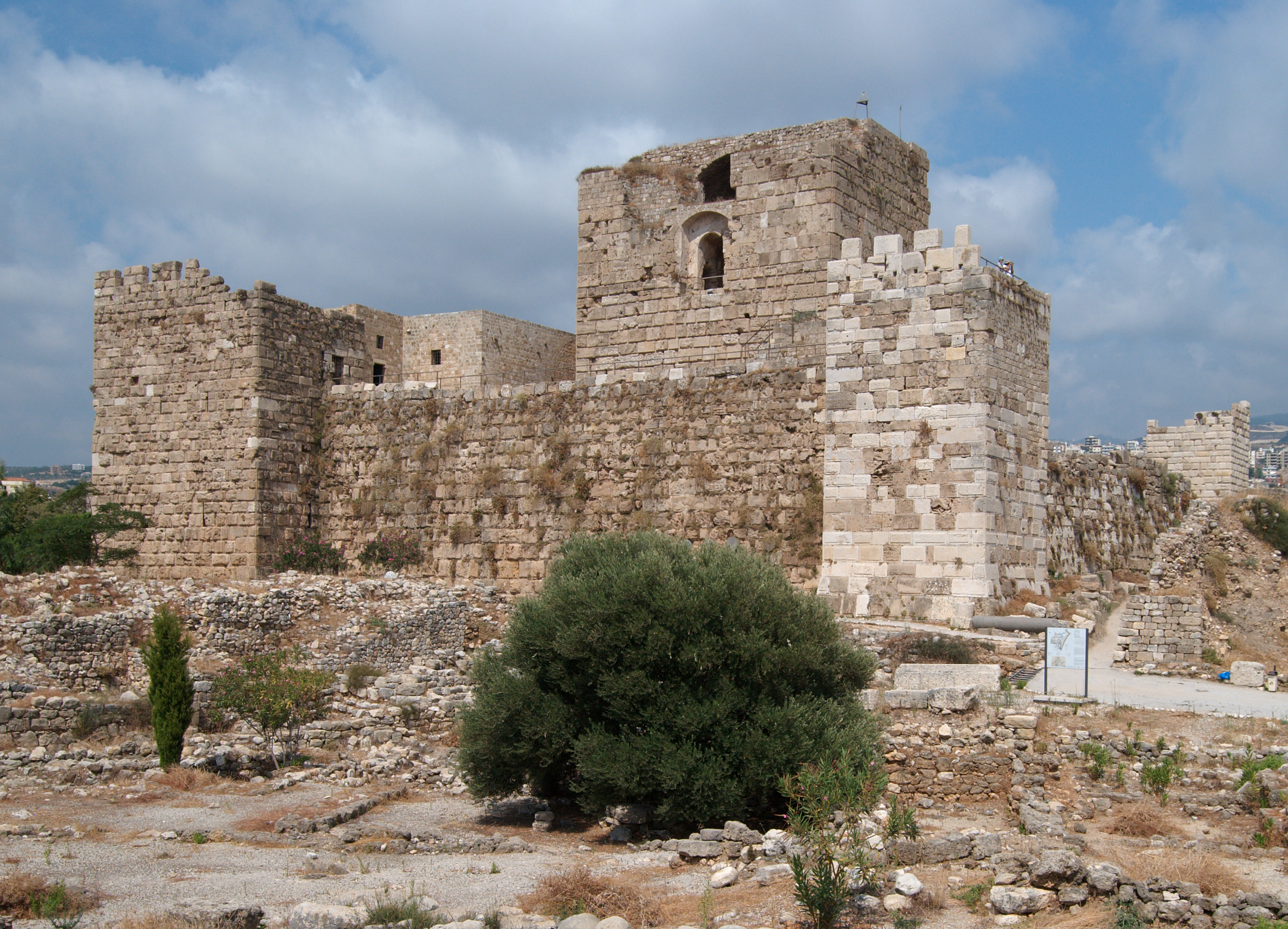
Замок крестоносцев (XII—XIII вв.)

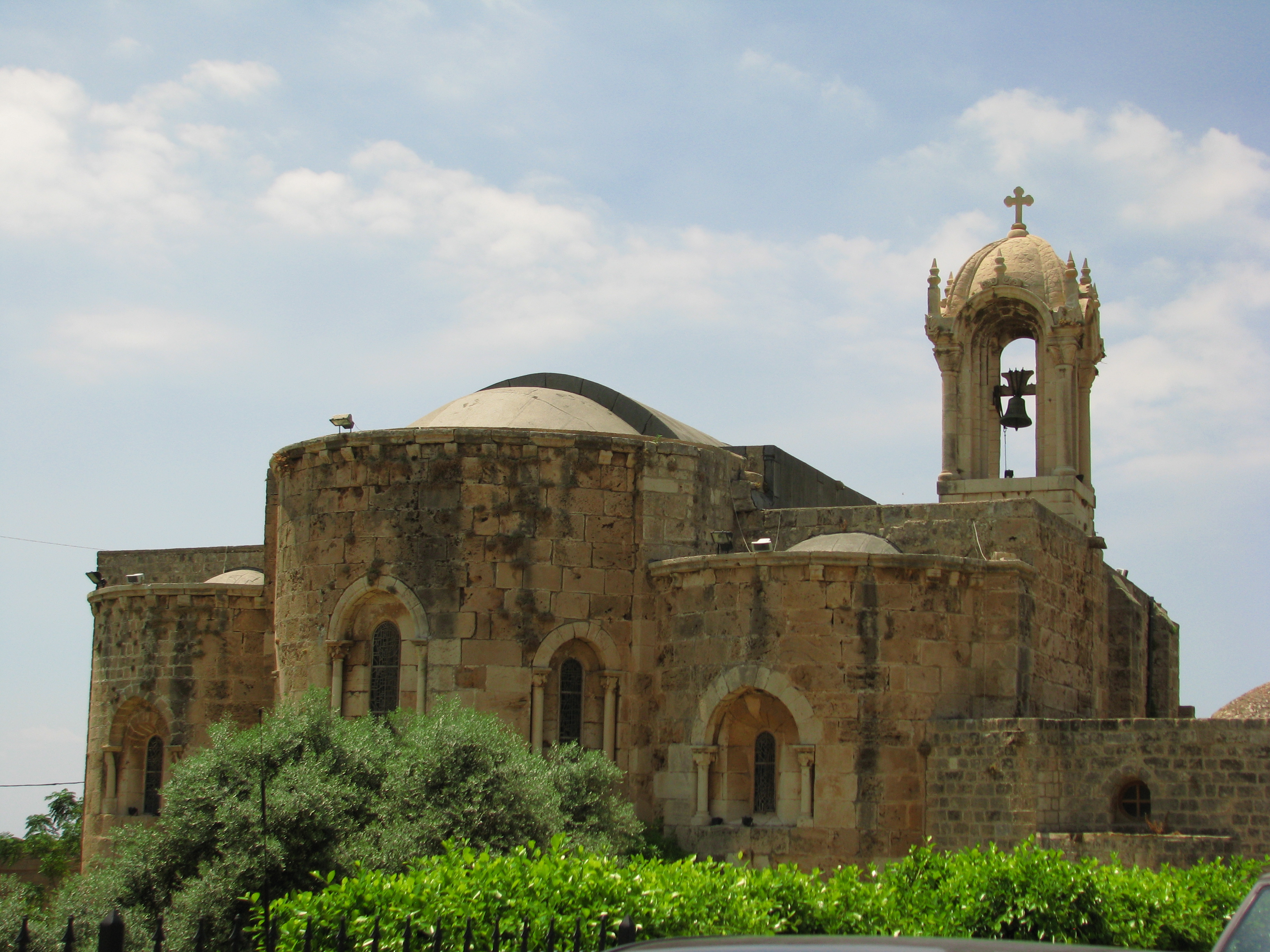
Церковь Иоанна Крестителя (Джубейль) (ок. 1215)

Согласно археологическим данным первые стоянки племён рыболовов на территории Ливана появились в окрестностях Джубейля в 8—7-м тысячелетии до н. э.
В ханаанский период (4—3-е тысячелетие до н. э.) возник финикийский город-государство Библ. В 3—2-м тысячелетии до н. э. являлся крупным торгово-ремесленным центром Финикии. Находился в оживлённых сношениях с Египтом: вывозил главным образом строевой лес в обмен на папирус, полотно и другие товары. В конце 2-го тысячелетия до н. э. в связи с возвышением в Финикии Тира (ныне Сур и Сидона (ныне Сайда) утратил своё значение. В дальнейшем его неоднократно подчиняли Ассирия и Вавилония. При Ахеменидах и в эллинистическо-римский период переживал подъём, чеканил монету (с V века до н. э.), имел самоуправление. 
С VII в. н. э. — арабский город Джубейль.
Джубейль был захвачен во время Первого крестового похода, в 1102 году графом Раймоном де Сен-Жилем. Вошёл в состав графства Триполи после захвата Триполи в 1109 году. При крестоносцах город назывался Жибле (Жибеле, фр. Gibelet). Городом правило генуэзское семейство Эмбриако (Эмбриаки). Гульельмо Эмбриако, адмирал генуэзского флота поддержал крестоносцев Раймона де Сен-Жилем в завоевании Джубейля. Граф Триполи Бертран, сын Раймона де Сен-Жиля сделал Гуго, сына Гульельмо Эмбриако феодальным владельцем города, под условием ежегодной дани генуэзскому правительству. Когда привилегия семьи Эмбриако вызвала зависть других патрициев, республика поручила управление городом совету из семи генуэзских патрициев, под председательством одного из семьи Эмбриако. Впоследствии семья Эмбриако обрела независимость от республики, против чего протестовали папы римские Александр III и Урбан III.
В битве при Хаттине 4 июля 1187 года Гуго III Эмбриако попал в плен Саладину. В обмен на своё освобождение Гуго отдал город Саладину.
В 1197 году в ходе немецкого крестового похода, организованного императором Генрихом VI, крестоносцы под командованием герцога Брабанта Генриха I отвоевали Жибле. В походе принимал участие Гвидо I Эмбриако, он стал феодальным владельцем города. Гвидо восстановил большой замок крестоносцев (XII—XIII вв.). При нём построена сохранившаяся до наших дней церковь Иоанна Крестителя (ок. 1215, западный фасад — XX век). Гвидо был в конфликте с Ибелинами и в шестом крестовом походе принял участие на стороне императора Фридриха II.
Во время «войны святого Саввы» между Венецией и Генуей Генрих I Эмбриако вспомнил о своём генуэзском происхождении и нарушил прямой запрет своего сюзерена, графа Триполи Боэмунда VI, склонившегося на сторону венецианцев, и послал помощь генуэзцам в Акре. Конфликт с сюзереном перерос в затяжную войну. В 1282 году граф Боэмунд VII пленил и казнил Гвидо II Эмбриако и его братьев Балдуина и Жана.
В конце XIII века крестоносцы были изгнаны, графство Триполи завоевано султаном Калауном и Ливан вошёл в Мамлюкский султанат. Пьер Эмбриако стал последним феодальным владельцем города, под условием ежегодной дани султану.
Турки разгромили мамлюкскую армию в Сирии в битве на Дабикском поле 24 августа 1516 года и Ливан вошёл в Османскую империю. В конце XVI — начале XVII века на Ливан распространил свою власть эмир Фахр-ад-дин II.
После разгрома Османской империи в ходе Первой мировой войны, по соглашению Сайкса — Пико Ливан отошёл Франции и в 1920 году стал мандатной территорией Великий Ливан.
Новый центр города застроен по проекту ливанского архитектора Анри Эдде (1923—2010).

## Муниципалитет
В 1879 году создан муниципалитет Джубейль, он стал одним из первых муниципалитетов. В муниципальный совет входило 18 членов. С 2017 года мэром является Виссам Заарур (وسام زعرور‎).

## Городская агломерация
В агломерацию входят Амшит, Блат, Эдде. Население агломерации около 100 тыс. человек.

## Образование
В городе находится филиал частного Университета Сент-Эспри-де-Каслик и филиал частного Ливано-американского университета (LAU).

## Религия
Большинство населения составляют христиане, при этом самой крупной христианской общиной являются марониты.

## Учреждения культуры
В 1969 году создан музей восковых фигур.
В замке крестоносцев открыт археологический музей.
В 1991 году на старой рыночной площади открыт палеонтологический музей.

## Сельское хозяйство
В окрестностях Джубейля выращивают авокадо.

## Транспорт
В прошлом — железнодорожная станция.